# Pocadicnemis americana
Pocadicnemis americana är en spindelart som beskrevs av Alfred Frank Millidge 1976. Pocadicnemis americana ingår i släktet Pocadicnemis och familjen täckvävarspindlar. Inga underarter finns listade i Catalogue of Life.